# Волощук Стефанія Михайлівна
Стефанія Михайлівна Волощу́к, до шлюбу Рощибߴюк (нар. 28 лютого 1928, Косів — пом. 27 липня 1985, Косів) — українська радянська майстриня художньої кераміки. Дочка майстрів Ганни та Михайла Рощибߴюків.

## Біографія
Народилася 28 лютого 1928 року в місті Косові (нині Івано-Франківська область, Україна). Ремеслу навчалася у батьків. З 1957 року працювала на Косівській фабриці художніх виробів імені Тараса Шевченка; протягом 1965—1985 років — у керамічному цеху Художньо-виробничої майстерні Художнього фонду УРСР. Померла у Косові 27 липня 1985 року.

## Творчість
Разом із чоловіком Ф. А. Волощуком виготовляла колачі, глечики, миски, дзбанки, вази, таці, тарілочки, свічники, дитячі іграшки⁣, невеликі скульптурки декоровані у техніці ритування (на білому або контурним розписом на червоно-коричневому тлі). Орнаментальні композиції переважно складаються з двох ярусів рослинних мотивів, доповнених зверху та знизу геометричними елементами. 
Брала участь у міжнародних мистецьких виставках. Вироби зберігаються у Львівському музеї етнографії та художнього промислу, Київському музеї українського народного декоративного мистецтва, Коломийському музеї народного мистецтва Гуцульщини та Покуття, Косівському музеї Гуцульщини та інших зібраннях.